# Bogoljub Marković
Bogoljub Marković (en serbe : Богољуб Маркови), né le 12 juillet 2005 à Užice en Serbie-et-Monténégro, est un joueur professionnel serbe de basket-ball. Il mesure 2,10 m et évolue au poste d'ailier fort voire de pivot. 

## Biographie

### Carrière professionnelle
Il se déclare pour la draft 2025 de la NBA. Il est ainsi sélectionné en quarante-septième choix par les Bucks de Milwaukee.